# BhW Niederösterreich
Das BhW Niederösterreich (BhW NÖ), bis 2014 Bildungs- und Heimatwerk Niederösterreich, ist eine niederösterreichische Einrichtung der allgemeinen Erwachsenenbildung.

## Geschichte des Vereins
Das BhW NÖ wurde 1946 als NÖ Heimatwerk gegründet. Im Vordergrund standen zunächst praktische und wissenschaftlich motivierte Traditions- und Brauchtumspflege sowie die Förderung der künstlerischen Aktivitäten. In dem von Zweiten Weltkrieg verwüsteten und geteilten Land sollte sich ein „neues Landesbewusstsein“ entwickeln, das auch einen ebenso kritischen wie innovationsbewussten Umgang mit der Tradition implizierte. Das NÖ Heimatwerk erfüllte damit auch einen österreichweit geltenden bildungspolitischen Auftrag – die Marke Heimatwerk ist in Österreich gesetzlich geschützt und kann nur von Organisationen geführt werden, welche der Zielsetzung der Heimatwerkidee entsprechen.
Bereits in den 1950er Jahren erfolgte eine Ausweitung der Tätigkeiten auf alle Bereiche der allgemeinen Erwachsenenbildung und gemeinwesenorientierter Vorhaben, was sich nicht zuletzt in den Namensänderungen NÖ Bildungs- und Heimatwerk im Jahr 1953 und Bildungs- und Heimatwerk Niederösterreich (Bildungs- und Heimatwerk NÖ) im Jahr 1997 widerspiegelt.
Die Konstituierung von örtlichen Bildungswerken und Gründung von Bezirksstellen in allen Landesvierteln Niederösterreichs ging zügig voran. Damit wurden die Rahmenbedingungen für eine bedarfsbezogene- und kundenorientierte Erwachsenenbildungsorganisation geschaffen.
Seit 1. Jänner 2015 ist die BhW Niederösterreich GmbH eine Tochtergesellschaft der Kultur.Region.Niederösterreich GmbH. Zweiter GmbH-Gesellschafter ist der Verein BHW Niederösterreich.

## Ziele und Aufgaben
Das Bildungs- und Heimatwerk Niederösterreich will allen Menschen Niederösterreichs den freien Zugang zu Bildung und Kultur im Sinne eines lebensbegleitenden Lernens und einer ganzheitlichen Entwicklung der Person ermöglichen. Bei der Konzeption und Durchführung der Veranstaltungen wird auf Qualität im Sinne von erwachsenengerechter Bildung geachtet.
Geschäftsfelder in der BhW Niederösterreich GmbH sind:
- Basisbildung: Lesen, Schreiben, Rechnen und digitale Kompetenzen für Erwachsene, die diese Kompetenzen auffrischen oder nachholen wollen
- Bildungs- und Berufsberatung: Beratung online oder vor Ort zu allen Fragen rund um berufliche Neuorientierung, Förderung, Aus- und Weiterbildung
- Zeit Punkt Lesen: die niederösterreichische Leseinitiative motiviert zu einem erweiterten Lesebegriff
- Barrierefrei: die Kompetenzstelle für Gemeinden zur Beratung und Sensibilisierung
- Support Ehrenamt: Unterstützung und Vernetzung für die Bildungsehrenamtlichen in den Bildungswerken